# ツォヴィナール (アルメニア神話)
ツォヴィナール（Tsovinar）もしくはナール（Nar）はアルメニア神話における水、海そして雨の女神。激しい神で、天より雨を激しく降らせると言われた。
彼女の名は「海の娘」という意味で、サナザールとバグダザールの母でもある。